# Mario Negri
Mario Negri (Tirano, 25 juni 1916 – Milaan, 5 april 1987) was een Italiaanse beeldhouwer.

## Leven en werk
Negri studeerde eerst architectuur en van 1946 tot 1954 beeldhouwkunst aan de academie in Milaan.
In 1957 kreeg Negri zijn eerste grote solo-expositie in Galleria del Milione in Milaan, waar Bram Hammacher namens het Kröller-Müller Museum meteen twee aankopen deed voor het beeldenpark. In 1958 vertegenwoordigde Negri zijn land bij de
Biënnale van Venetië en hij nam vervolgens deel aan de Quadriennale di Roma.
Negri, die in 1987 overleed, was een vertegenwoordiger van het Postkubisme.

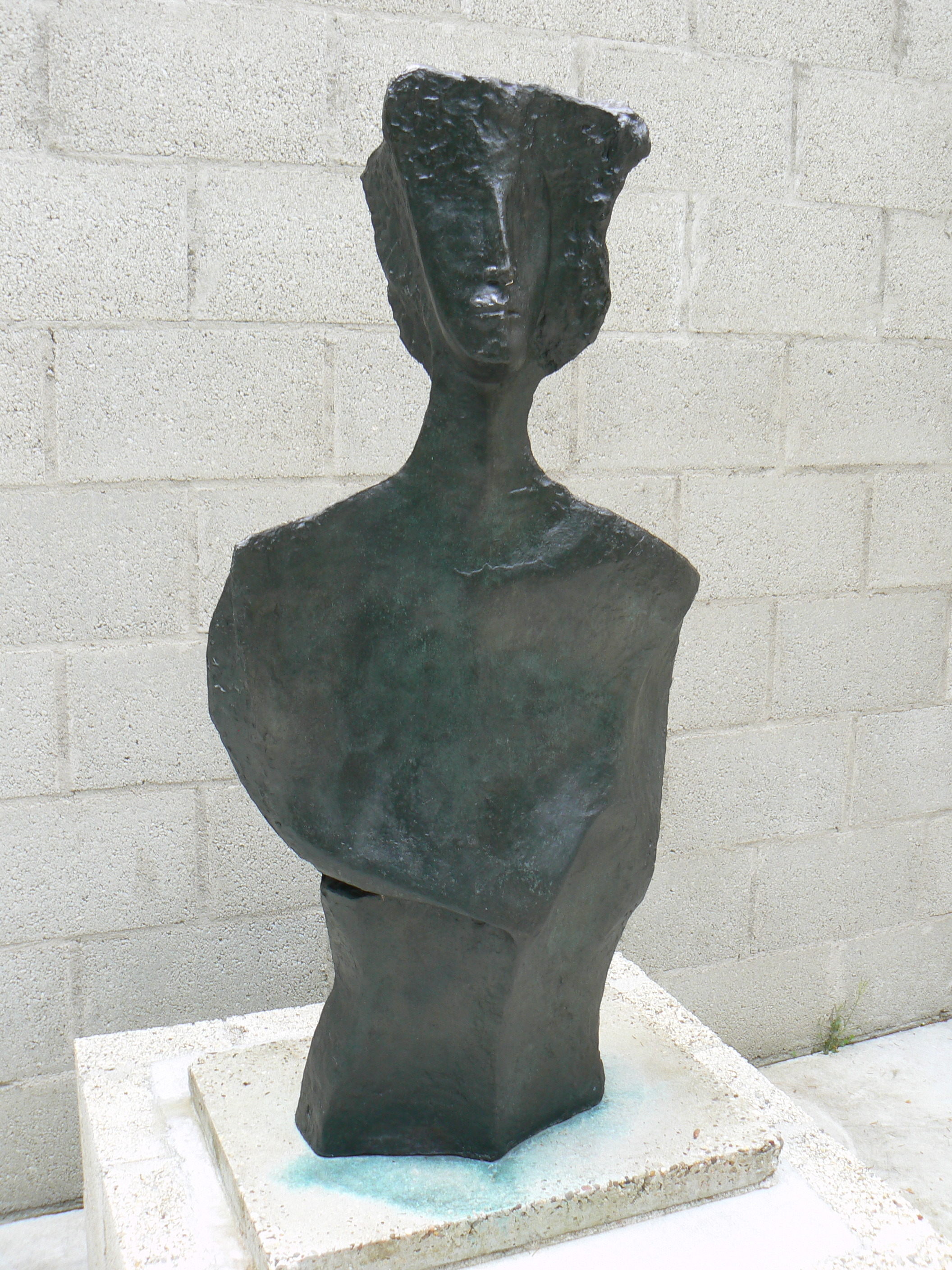
Il grande busto (1956/57)
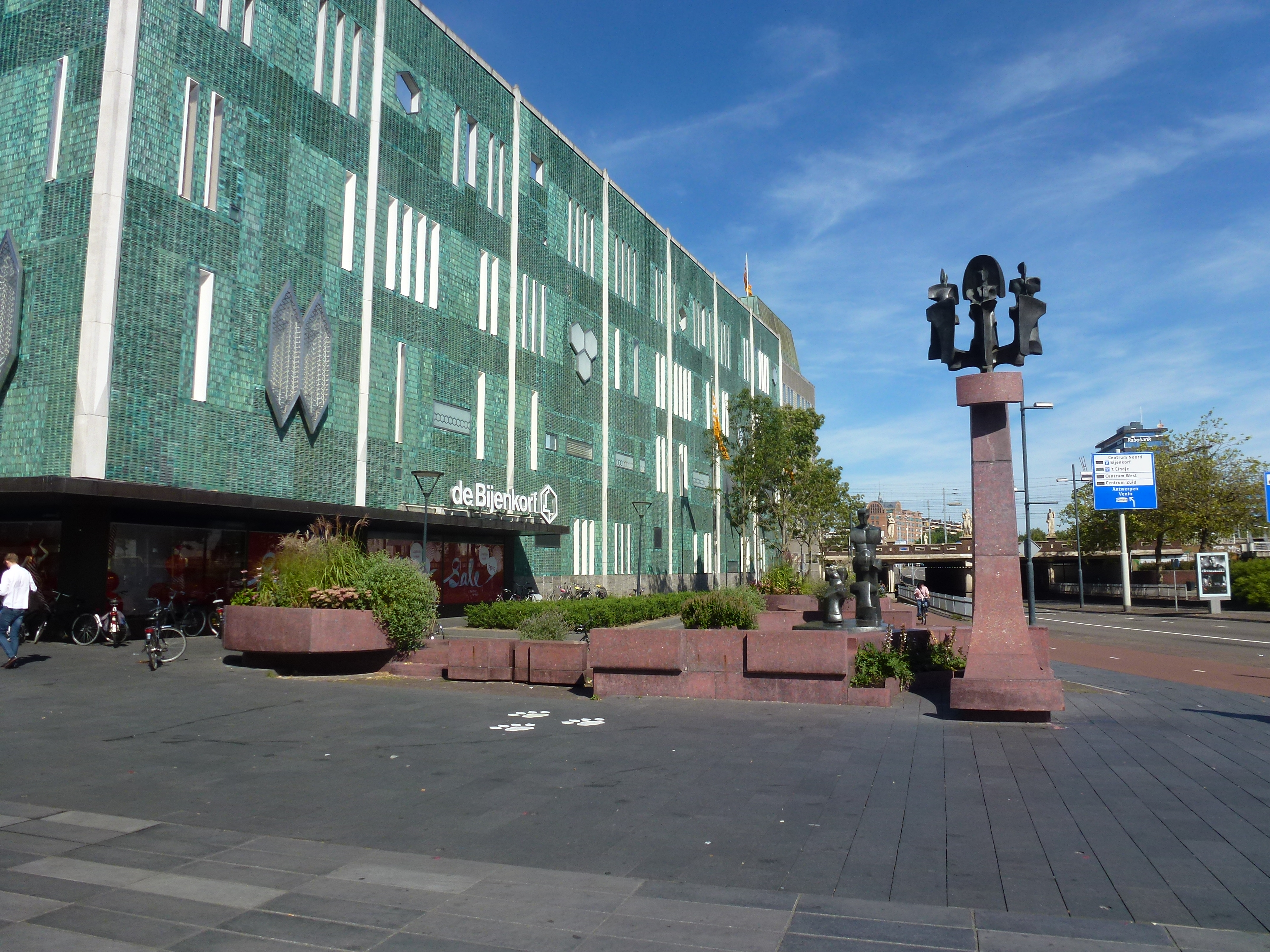
Figurengroep (Eindhoven)
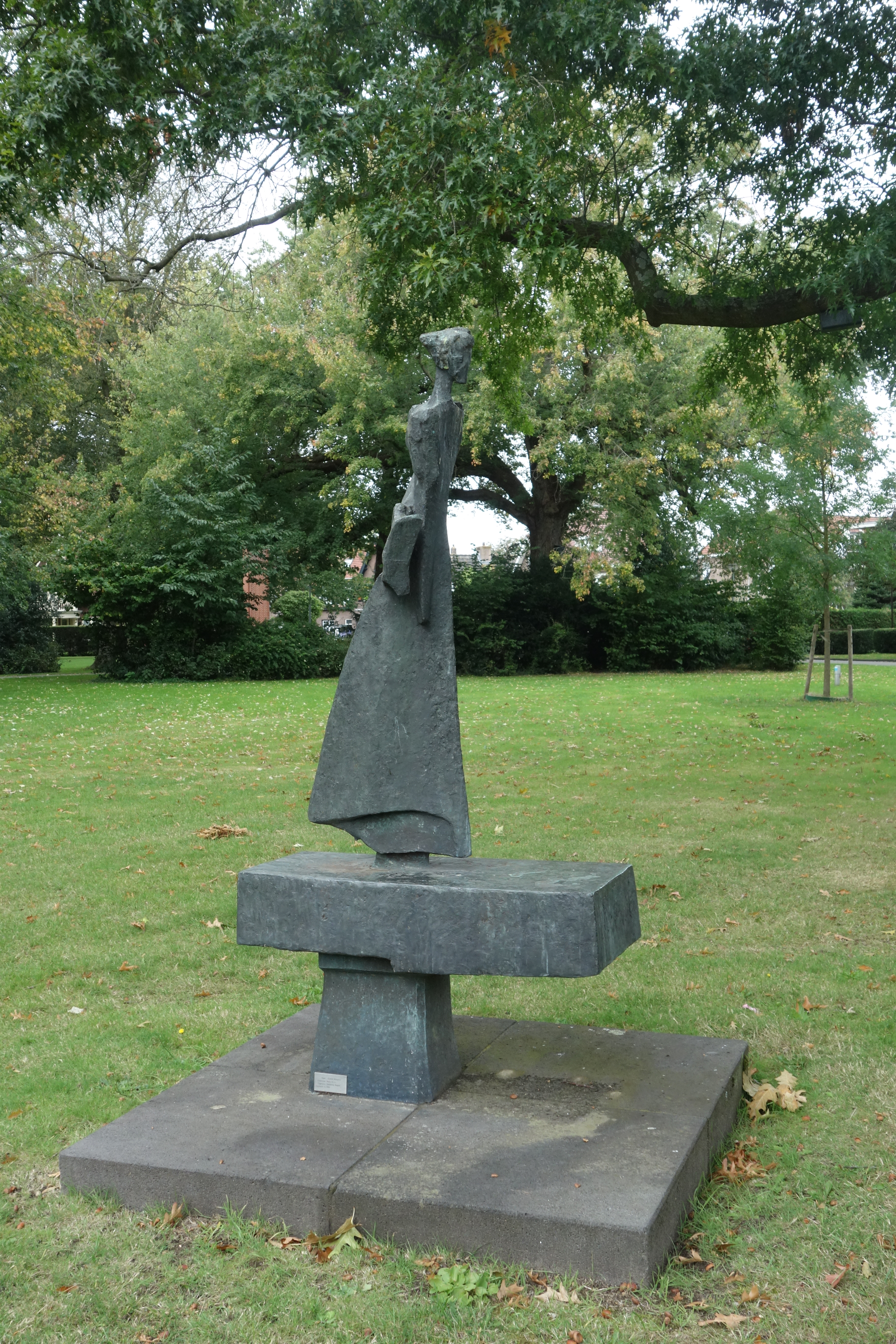
Grande Allegoria (Meppel)

## Werken (selectie)
- Il grande busto (1956/57), Beeldenpark van het Kröller-Müller Museum in Otterlo
- La Grande Cariatide (1957), Beeldenpark van het KMM
- Colonna bifronte (1963)
- Stele delle amazzoni (1965), Amazonepad in Tilburg
- Grande Allegoria (1966), Wilhelminapark in Meppel
- Figurengroep, Twee Figuren en pleinaanleg (1969/70)[2], oorspronkelijk voor de nieuwe vestiging van de warenhuisketen De Bijenkorf aan de Piazza in Eindhoven - thans is het werk gesitueerd aan het 18 Septemberplein[3]
- Figura distesa (1975)
- Stele dell'oferente
- Piccola cariatide